# Prêmio Albert Einstein

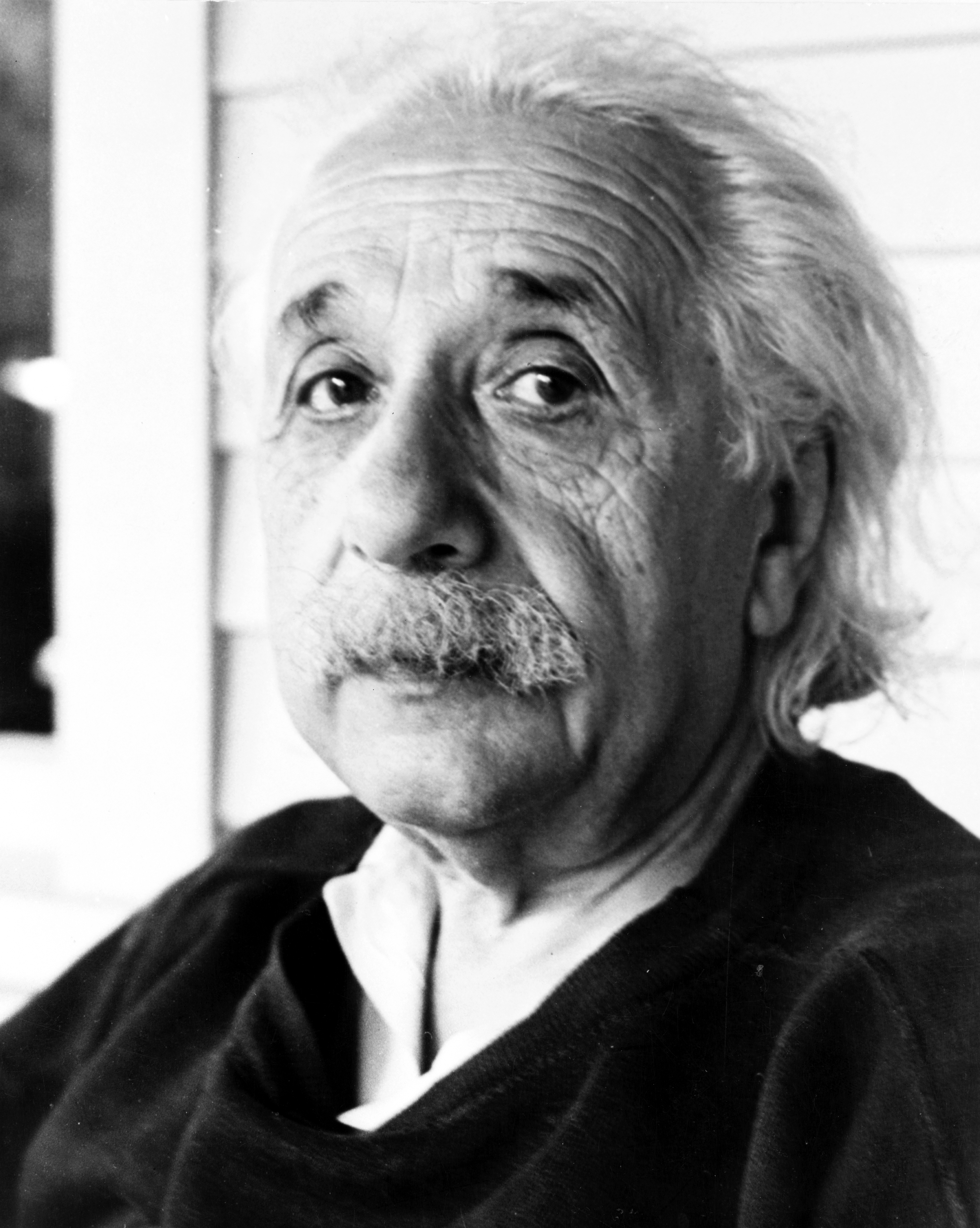
Albert Einstein em seus últimos anos.

O Prêmio Albert Einstein (em inglês: Albert Einstein Award) foi concedido de 1951 a 1979 pelo Instituto de Estudos Avançados de Princeton.

## Condecorados
| Ano  | Nome                          | Referência  |
| ---- | ----------------------------- | ----------- |
| 1951 | Kurt Gödel e Julian Schwinger | [ 1 ] [ 2 ] |
| 1954 | Richard Feynman               | [ 3 ]       |
| 1958 | Edward Teller                 | [ 4 ]       |
| 1959 | Willard Libby                 | [ 5 ]       |
| 1961 | Luis Alvarez                  | [ 6 ]       |
| 1965 | John Wheeler                  | [ 7 ]       |
| 1967 | Marshall Rosenbluth           | [ 8 ]       |
| 1970 | Yuval Ne'eman                 | [ 9 ]       |
| 1972 | Eugene Wigner                 | [ 10 ]      |
| 1978 | Stephen Hawking               | [ 11 ]      |
| 1979 | Tullio Regge                  |             |

## Prêmios homônimos
O Albert Einstein World Award of Science e a Medalha Albert Einstein são concedidos anualmente.